# 인터내셔널 (2006년 영화)
인터내셔널(Beynelmilel, The International)은 튀르키예에서 제작된 스르 쉬레이야 왼데르 감독의 2006년 코미디, 드라마 영화이다. 오즈구 나말 등이 주연으로 출연하였다.

## 출연

### 주연
- 오즈구 나말

## 제작진
- 의상: 에스라 베이램
- 의상: 푼다 부유크투나리오글루